# Allan McNish
Allan McNish (Dumfries, 29 de dezembro de 1969) é um ex-automobilista escocês, ex-piloto da Fórmula 1.

## Carreira

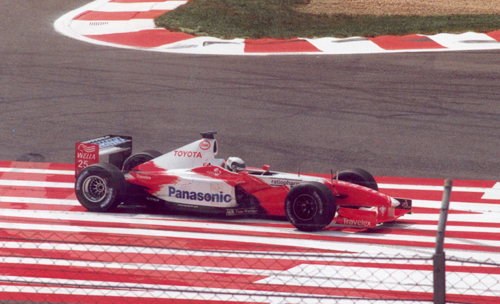
McNish na Fórmula 1 em 2002

Foi campeão das 24 Horas de Le Mans no ano de 1998 juntamente com o piloto francês Laurent Aïello e o monegasco Stéphane Ortelli dirigindo um Porsche 911 GT1. Voltou a ser campeão das 24 Horas de Le Mans em 2008 com o piloto dinamarquês Tom Kristensen e o italiano Rinaldo Capello dirigindo um Audi R10 TDI e em 2013 com o piloto dinamarquês Tom Kristensen dirigindo um Audi R18 E-Tron Quattro.
McNish é atualmente o chefe de equipe da Audi Sport ABT Schaeffler, equipe que disputa a Fórmula E.